# Bruno Most
Bruno Most (* 1962 in Kassel) ist Generalarzt der Bundeswehr und der Stellvertretende Kommandeur im Kommando Sanitätsdienstliche Einsatzunterstützung in Weißenfels. 

## Militärische Laufbahn

### Ausbildung und erste Verwendungen
Beförderungen
- 1988 Leutnant
- 1993 Stabsarzt
- 1996 Oberstabsarzt
- 2000 Oberfeldarzt
- 2009 Oberstarzt
- 2016 Generalarzt

Most trat 1982 bei der 4. Kompanie des Pionierbataillons 2 in Hannoversch Münden in die Bundeswehr ein. Er absolvierte die Laufbahnausbildung der Offizieranwärter der Pioniertruppe und wurde als Gruppenführer und Zugführer in der Panzerpionierkompanie 60 eingesetzt. 1984 wechselte er in die Laufbahn der Sanitätsoffiziere und begann ein Studium der Humanmedizin an der Medizinischen Fakultät der Georg-August-Universität Göttingen. Dort war er in der Turnerschaft Salia-Jenensis aktiv. Ab 1992 war Most Arzt im Praktikum am Bundeswehrkrankenhaus Gießen. 1994 wurde er als Truppenarzt zum Standortsanitätszentrum Fritzlar versetzt. 1996 folgte eine Verwendung als Sanitätsstabsoffizier in der Abteilung III Sanitätsdienst des Heeres beim Heeresunterstützungskommando in Mönchengladbach.

### Dienst als Stabsoffizier
Von 1997 bis 1999 nahm Most an der Führungsakademie der Bundeswehr in Hamburg am 40. Generalstabslehrgang Heer teil. Danach wurde er als Stabsoffizier S3 in der Abteilung Sanitätsdienst des Heeresführungskommandos in Koblenz eingesetzt. Im selben Jahr wurde er dann Abteilungsleiter Einsatzunterstützung im Kommando der Sanitätsbrigade 1 in Leer. Von 2001 bis 2004 war Most Leiter im Sanitätsübungszentrum der Bundeswehr in Weißenfels. 2004 folgte eine ministerielle Verwendung als Referent Fü San II 1 im Bundesministerium der Verteidigung in Bonn. 2007 wurde er Abteilungsleiter G3 im Sanitätskommando III in Weißenfels. Diesen Dienstposten behielt Most auch, als das Sanitätskommando III 2013 zum Kommando Sanitätsdienstliche Einsatzunterstützung umgegliedert wurde. 2015 wurde Most Abteilungsleiter Spezialstab im Kommando Sanitätsdienst der Bundeswehr in Koblenz.

### Dienst als General
Im März 2016 wurde Most als Nachfolger von Admiralarzt Stephan Apel Abteilungsleiter A im Kommando Sanitätsdienst der Bundeswehr und Standortältester im Standort Koblenz-Lahnstein. Auf diesem Dienstposten erfolgte im Dezember 2016 die Beförderung zum Generalarzt. Im Juni 2018 wurde Most gleichzeitig der erste Direktor des Multinational Medical Coordination Centre, seit 2024 Multinational Medical Coordination Centre-Europe. Diesen Posten hatte er bis Juli 2019 inne. Während dieser Zeit promovierte Most an der Rheinischen Friedrich-Wilhelms-Universität Bonn. Sein Nachfolger im MMCC ist Generalarzt Stefan Kowitz. Im April 2019 übergab er den Dienstposten als Abteilungsleiter A an Oberstarzt Johannes Backus und wurde zum 1. Juli 2019, als Nachfolger von Generalarzt Andreas Hölscher, Stellvertretender Kommandeur im Kommando Sanitätsdienstliche Einsatzunterstützung in Weißenfels sowie Beauftragter für die Zivil-militärische Zusammenarbeit.

### Auslandseinsätze
- 2001 Leitender Sanitätsoffizier Task Force Fox, Mazedonien
- 2008 Deputy Medical Director ISAF, Kabul
- 2011 Kommandeur Sanitätseinsatzverband Regional Command North ISAF, Masar-e Scharif

### Auszeichnungen
- 1996 Ehrenkreuz der Bundeswehr in Silber
- 2001 Einsatzmedaille der Bundeswehr Bronze Task Force Amber Fox
- 2009 Einsatzmedaille der Bundeswehr Bronze ISAF Afghanistan
- 2013 Einsatzmedaille Fluthilfe 2013
- 2015 Ehrenkreuz der Bundeswehr in Gold

## Privates
Most ist verheiratet und Vater von drei Kindern.